# Mustilia castanea
Mustilia castanea är en fjärilsart som beskrevs av Moore. Mustilia castanea ingår i släktet Mustilia och familjen silkesspinnare. Inga underarter finns listade i Catalogue of Life.